# Brassicogethes aeneus
Brassicogethes aeneus es una especie de escarabajo del polen de la familia Nitidulidae. Es conocido como escarabajo del polen de la colza o el escarabajo de la flor de la colza. Anteriormente se conocía como Meligethes aeneus.
Se distribuyen por toda Europa, el norte de Asia (excluida China) y América del Norte. Los adultos miden alrededor de 2 a 3 mm de largo, 1 a 2 mm de ancho y son negros con un toque de verde metálico. Las larvas miden hasta 3 mm de largo y son blancas con placas esclerotizadas de color marrón. 
Pasan el invierno refugiados en el suelo. Tras la invernación, buscan alimento en las flores de color amarillo. Se les puede ver en gran número alimentándose de polen y néctar. Además, machos y hembras copulan en este lugar de encuentro. Luego las hembras depositan los huevos en los botones florales. Las larvas nacen cuando la flor se desarrolla y se alimenta, como los adultos, de néctar y polen. Son buenos voladores y buscan las plantas idóneas para su desarrollo. Un cultivo que se ve afectado por estos escarabajos es el cultivo de la colza.

## Galería
|  |
|  |

|  |
|  |

|  |
|  |